# Palamuse-museum
Het Palamuse-museum is een museum in de Estse plaats Palamuse. Verspreid over een 18e-eeuwse dorpsschool, belicht het de levens van plattelands schoolkinderen in 19e-eeuws Estland. Het omvat het historische schoolgebouw waar schrijver Oskar Luts studeerde van 1895 tot 1899, zoals beschreven in zijn meest bekende werk, Lente (Kevade). Het museum richt zich op de geschiedenis van dorpsscholen door middel van tentoonstellingen over het boek, de boekverfilming en de schrijver zelf. In het museum bevinden zich ook nagebouwde klaslokalen, slaapzalen en lerarenslaapkamers, evenals zwart-witfoto's van de film en toneelproducties.